# Маслович, Василий Григорьевич
 Василий Григорьевич Маслович  (1792—1841) — малороссийский писатель, баснописец, журналист, основатель журнала «Харьковский Демокрит». Печатался под псевдонимом «Мслвч».

## Биография
Родился 18 декабря 1792 года[по какому календарю?], в семье врача Черниговского полка Григория Масловича — после смерти в малолетстве двух его братьев. Василию не было ещё и года, когда отца командировали на службу в Сибирь и мать осталась одна с сыном. Мать — Терезия (урождённая Хайновская) — долгое время известий от мужа не получала и обманутая ложным сообщением о его смерти вышла замуж за подпоручика Лукашевича в Каменец-Подольский. Вскоре, выяснив об этом обмане, она была вынуждена подать на развод и бежать от Лукашевича в Харьков, к товарищу первого мужа по службе в Черниговском полку — майору Ионе Николаевичу Познанскому (1762 — 14.08.1833), который и стал воспитателем Василия Масловича. Василий с матерью жил в доме майора в Харькове, на его средства воспитывался в частном пансионе, а затем учился в Харьковской губернской гимназии, которую окончил в 1810 году.
В 1811 году поступил в Императорский Харьковский университет, на отделение словесных наук. В этом же году Маслович начал свою литературную деятельность, издав собственное произведение «Дельф и Дельфира или увенчанная любовь»; в 1812 году он печатался на страницах газеты «Харьковский еженедельник»; в 1813 году издал свой новый труд «Баснь на прибытие в мир Асмодея», а в 1814 году выпустил «Драматический кантат Харьковскому благотворительному обществу», и книгу «Басни Масловича» (где, помимо басен, напечатаны его эпиграммы и другие небольшие стихотворные юмористические и сатирические сочинения).
В 1815 году выдержал экзамен на степень доктора изящных наук, и после защиты диссертации «De natura pulhri et sublimic Charc» в 1816 году был утвержден в этой степени. В 1815 году он издал первый сборник умершего харьковского поэта-сатирика А. Н. Нахимова.
В 1816 году В. Г. Маслович начал издавать первый на Украине сатирический журнал «Харьковский Демокрит». Этот ежемесячник выходил с января по июнь включительно, то есть всего было издано шесть номеров. В журнале печатались его поэмы «Основание Харькова», «Утаида» (пародия на богатырские былины и рыцарские эпосы), и множество его стихов и басен. Два стихотворения («Отъезд студента на учительство в Олешки», и «Песнь семейству») и фрагменты поэмы «Основание Харькова» он написал на украинском языке. Благодаря этому Маслович стал первым автором украинских текстов, опубликованных в периодической печати, а его журнал «Харьковский Демокрит» — первым периодическим изданием с украинскими текстами. Кроме сочинений Масловича, в его журнале печатались сочинения других литераторов Слободской Украины (в том числе Акима Нахимова, Ивана Срезневского, Григория Квитки-Основьяненко, Ореста Сомова, Фёдора Зеленского, Дмитрия Ярославского, Разумника Гонорского и других), а также тексты зарубежных авторов в переводах литераторов Слободской Украины. В этом же 1816 году была издана книжка Масловича «О басне и баснописцах разных народов, известие об их жизни, с некоторыми замечаниями на их басни и самые басни оных»,
В 1817 году приехал в Санкт-Петербург; служил в Министерстве финансов, был главным комиссионером по доставке из Казани в Петербург корабельных лесов. В 1818 году он издал книгу о А. Н. Нахимове (Память о харьковском стихотворце Акиме Николаевиче Нахимове. СПб.: В типографии Н. Греча, 1818. — 72 с.) и напечатал своё произведение с первым художественным описанием Невского проспекта (Замечания и чувствования... — СПб.: В типографии Н. Греча, 1818. — 78 с.). В Петербурге Маслович сблизился с Д. И. Хвостовым.
В 1820 году вернулся в Харьков. В 1821 году произведён в надворные советники. В 1825 году в Харькове был издан второй сборник его стихов и басен «Басни В. Масловича, доктора изящных наук и члена Харьковского общества наук (2-е издание, исправленное и умноженное)». В 1826 году награждён орденом Св. Анны 3-й степени. Службу пришлось оставить по причине тяжелой болезни, а затем он оставил и активную литературоведческую деятельность.
Женился на Надежде Дмитриевне Перичевой. Их дети: Екатерина (род. 1832 г.), Глафира (род. 1836 г.), Наталия (род. 1835 г.), Надежда (род. 1840 г.) и Николай (род. 1839 г.). «Слободско-Украинское и Харьковское дворянское депутатское собрание, по определениям своим, состоявшимся 25 августа 1834 года и 23 мая 1845 года, внесло в третью часть дворянской родословной книги надворного советника Василия Григорьева сына Масловича с женою Надеждою Дмитриевною и детьми: Екатериною, Наталиею, Глафирою, Николаем и Надеждою».
Скончался В. Г. Маслович в 1841 году.
В 1890 году его сын Николай Маслович опубликовал в Харькове полный текст поэмы отца (все три части) «Основание Харькова» (в «Харьковском Демокрите» в 1816 были напечатаны лишь две части), в виде книги, но под другим заглавием «Сказка про Харька, основателя Харькова, про его дочь Гапку и батрака Якива».

## Усадьба Гиевка
Получив по завещанию Познанского имение Гиевка в Харьковском уезде (ныне — в Харьковском районе Харьковской области), он продолжил строительство в нём каменной Никольской церкви, начатое ещё Познанским, и усадебного дворца. Его сын, Николай Васильевич, значительно улучшил усадьбу в Гиевке, создав замечательный парковый ансамбль; был достроен дворец.  И когда в 1875 году генерал-лейтенант Витковский разыскивал имение в Харьковской губернии для отдыха Великого князя Николая Константиновича, на первом месте стояло имение Н. В. Масловича: «…дер. Гиевка, со всех сторон окружена рощей, а с четвертой стороны деревня и большой пруд с хорошей водой, место высокое и здоровое…» В 1881 году имение приобрёл генерал-губернатор князь Дмитрий Иванович Святополк-Мирский, и Масловичи переехали в Харьков, в собственный дом на ул. Ново-Мало-Сумская (ныне Мироносицкая). Но уже спустя три года Н. В. Маслович упросил Святополк-Мирского продать ему дворовое место в центре Гиевки, рядом с дворцом и церковью, за 700 рублей серебром; в 1891 году Масловичи вынуждены были всё-таки продать его.